# Microchirita tubulosa
Microchirita tubulosa là một loài thực vật có hoa trong họ Tai voi (Gesneriaceae). Loài này có ở miền nam Thái Lan; được William Grant Craib mô tả khoa học đầu tiên năm 1922 dưới danh pháp Chirita tubulosa. Năm 2011, A.Weber & D.J.Middleton chuyển nó sang chi Microchirita.